# 内战币
内战币是在1861年至1864年之间在美国私下铸造和发行的代币。它们主要用于东北和中西部。内战币的广泛流行是南北战争期间政府发行的美分稀缺导致的结果。
1864年4月22日，美国国会通过一项法律，禁止发行任何一美分或两美分的硬币、代币或货币等价物。内战币从此变得非法。 1864年6月8日，另一部法律获得通过，禁止所有私人造币。 
内战币分为三种类型：爱国币（Patriotic Token）、商店卡币（Store Cards）和随军商贩币（Sutler Token）。所有这三种类型均被用作货币，并根据其设计进行区分。内战币的可收藏价值主要由其稀有性决定。

## 历史
1862年，即南北战争的第二年，政府发行的造币开始从流通中逐渐减少。美国公民囤积了所有带有金和银的硬币，并最终也开始囤积含铜镍的美分。这使得商业交易变得困难。作为响应，许多商人求助于私人铸币厂铸币以填补民众囤积硬币所留下的短缺。第一个私人铸造的代币出现在1862年秋天，由H·A·Ratterman在俄亥俄州辛辛那提市制造。1863年春，纽约开始了内战币的发行，首先发行了纽约市古斯塔夫·林登缪勒发行的Lindenmueller商店卡币，然后发行了由William H. Bridgens发行的Knickerbocker爱国币。据估计，到1864年，已经有2500万内战币（几乎全部可兑换1美分）在流通，其中包括大约7,000-8,000个种类。

Lindenmueller币，或“ Lindenmueller代币”，是最著名且最常见的商店卡内战币之一。 1863年，林登缪勒（Lindenmueller）的1美分代币中有超过100万枚投入流通。代币的常见用途之一是购买有轨电车车票。纽约第三大道铁路公司愿意接受大量Lindenmueller代币代替实际币种，并要求Lindenmueller赎回它们。他拒绝了，铁路公司也缺少法律追索权。诸如此类的事件最终迫使政府介入。
1864年4月22日，国会颁布了1864年的《造币法》。虽然该法因为在新创建的两美分硬币上引入了“我们信任上帝”一词而引起人们的广泛关注，但它也有效地终止了内战币的使用。除了授权铸造两美分的硬币外，该法还改变了一美分硬币的成分，由原来由铜镍合金（重量为4.67 克），改变为重量更轻，厚度更薄，由95％的铜组成（重3.11 克）。新的一美分硬币的重量与内战币更接近，并在公众中得到了更大的接受。 
虽然《造币法》使内战币不再有流通性，但其合法性问题是在1864年6月8日国会通过的第美國法典第18编 § 第486節确定的。铸造和使用非政府发行的硬币可处以最高2,000美元的罚款，最高5年的监禁或两者兼施（第18章第25章专门处理变造和伪造）。拥有内战币并没有违法。有证据表明，早在1863年，即内战币的第一个已知清单发布时，这些金属币就已经被视为收藏品了。 

## 种类

### 爱国币

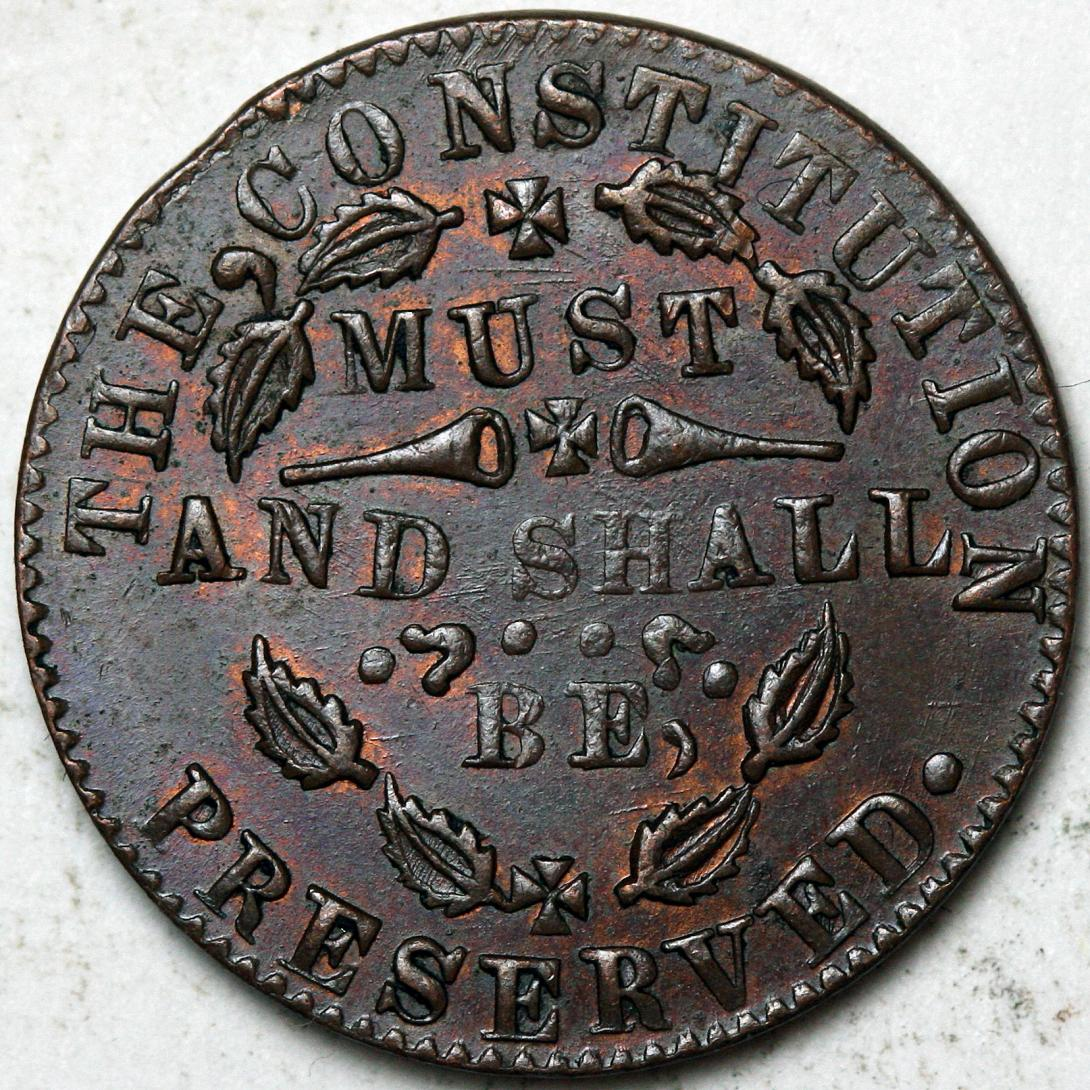
一枚爱国币

爱国内战币通常在一侧或两侧都展现爱国口号或图像。由于这些币中的大多数是在联邦州铸造的，因此口号和图像肯定是亲联邦的。在爱国币上发现的一些常见的口号包括：“联邦必得守护（The Union Must and Shall Be Preserved）”，“联邦万岁（Union Forever）”和“老荣耀（Old Glory）”。印在爱国币的图像包括美国国旗，19世纪的加农炮，以及Monitor号联邦海军战舰。 
在最著名的爱国币中，有所谓的“ Dix币”。它们以约翰·亚当斯·迪克斯的名字命名。约翰·亚当斯·迪克斯于1861年担任财政部长。在迪克斯给关税官员卡尔德威尔中尉的信中，他命令考德威尔解除另一位官员的指挥权，因为他拒绝听从调令。这封信以以下句子结尾：“如果有人试图拽下美国国旗，就地正法（If any one attempts to haul down the American flag, shoot him on the spot）。“这句话在很多爱国币上都能找到，尽管其措辞略有修改，“拽下”（haul down）通常由“撕扯”（tear it down）代替。

### 商店卡

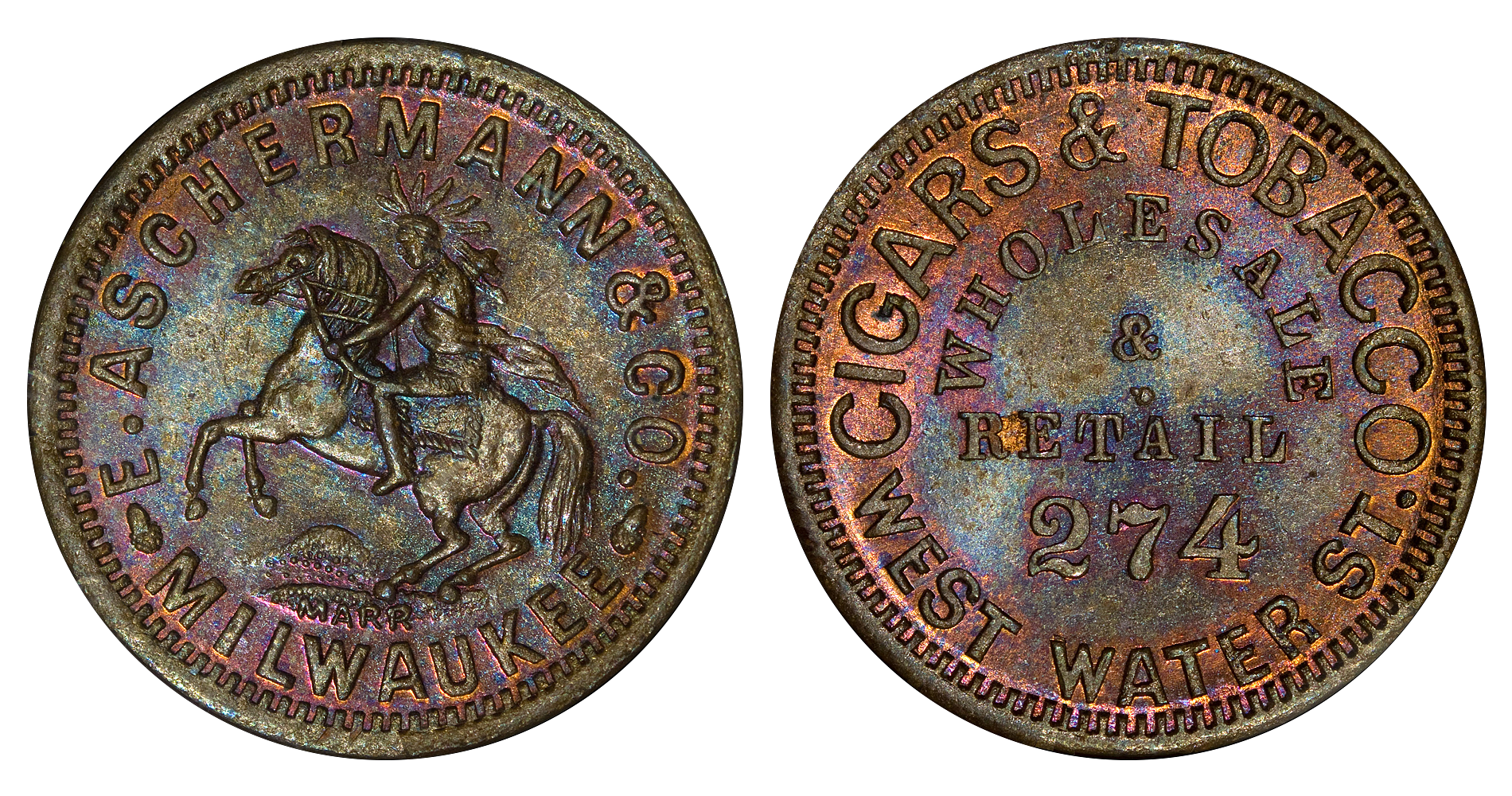
一枚内战商店卡币

内战商店卡与爱国币的不同之处在于，它的一面或两面显示私人企业的名称和/或位置。有能力的企业会制作两个模具，让币两面都为该企业做广告。否则，只有一面显示商家信息。 

### 随军商贩币
随军商贩币和商店卡类似。与商店卡铸印上商家的名字不同，这些币上会显示一个特别的军队单位（通常是一个团）和随团的商贩（sutler）的名字。在三种内战币中，随军商贩币是迄今为止最稀有的。

## 收藏价值
有几个因素决定内战币的可收藏价值。主要因素是稀有度。稀有度的衡量范围是1到10（1代表最常见的类型）。该量表由著名钱币交易商和作家乔治·富尔德（George Fuld）发明。
用于铸造内战币的材料也可能影响可收藏性。内战币是使用多种材料铸造而成的，铜是常见的选择（通常实际上是青铜）。其他用于造币的材料是镍，锡，鎳銀，白金属（White Metal）和银。还存在使用橡胶铸币的情况。  

### 稀有度量表
- R-1：大于5,000个
- R-2：2,000至5,000
- R-3：500至2,000
- R-4：在200至500之间
- R-5：介于76至200之间
- R-6：介于21和75之间
- R-7：11至20
- R-8：5至10
- R-9：介于2和4之间
- R-10：唯一（只有一个已知存世）